# Мустафин, Ахат Газизьянович
Ахат Газизьянович Мустафин (род. 21 января 1957, Кульчурово, Башкирская АССР) — советский и российский химик, доктор химических наук, профессор (2003), академик Академии наук Республики Башкортостан (2009); ректор Башкирского университета (2010—2013).

## Биография
Мустафин Ахат Газизьянович родился 21 января 1957 года в деревне Кульчурово Баймакского района Башкирской АССР. В 1979 году окончил Башкирский государственный университет (ныне Уфимский университет науки и технологий).
Во время летних каникул был участником ССО.
В 1980—1985 годы работал научным сотрудником Башкирского сельскохозяйственного института; в 1985—1999 годы — инженер, младший, старший, ведущий научный сотрудник БФ АН СССР (Института органической химии УНЦ РАН).
В 1999—2000 годы — доцент, профессор Башкирского аграрного университета.
В 2000—2002 годы — заместитель председателя Государственного комитета Республики Башкортостан по науке, высшему и среднему профессиональному образованию, в 2002—2004 — заместитель министра образования Башкортостана. С 2004 года — вице-президент Академии наук Республики Башкортостан.
С января 2007 года по настоящее время заведует кафедрой физической химии и химической экологии Башкирского университета (ныне Уфимский университет науки и технологий).
В 2009 году избран действительным членом (академиком) Академии наук РБ, в 2010 году — ректором Башкирского государственного университета (ныне Уфимский университет науки и технологий). С 2013 года продолжает заведовать кафедрой физической химии и химической экологии, будучи главным научным сотрудником БашГУ (ныне Уфимский университет науки и технологий). С 2018 года — заместитель председателя на научной работе Уфимского федерального исследовательского центра РАН.
11 июля 2019 года временно назначен председателем Уфимского федерального исследовательского центра РАН на срок не более 1 года.

## Научная деятельность
В 1999 году защитил докторскую диссертацию; профессор (2003). Академик АН РБ (2009).
Основные направления исследований — региоспецифичное замещение в ряду ароматических аминов, направленный синтез биологически активных азотсодержащих гетероциклических систем и нуклеозидов.
Под его руководством были разработаны стереоспецифические способы алкенилирования ароматических аминов — ключевых веществ для синтеза азотсодержащих пестицидов и фармакологических препаратов. Им были предложены принципиально новые направления внутримолекулярной гетероциклизации продуктов амино-перегруппировки и осуществлены оригинальные синтезы труднодоступных гетероциклических систем, в том числе противоопухолевого алкалоида эллиптицина.
Подготовил 12 кандидатов наук.
Автор более 400 научных работ, включая 110 авторских свидетельств и патентов на изобретения.

## Звания и награды
- Заслуженный деятель науки Республики Башкортостан (2007)
- почётные грамоты Министерства образования РФ и РАН.